# Leopoldo Artucio
Leopoldo Carlos Artucio (1903-1976), arquitecto, profesor uruguayo que fue decano de la Facultad de Arquitectura de la Universidad de la República.

## Biografía
Egresó de la Facultad de Arquitectura (Universidad de la República) el 30 de setiembre de 1930, allí fue docente y llegó a ocupar el cargo de decano.
También proyectó y dirigió numerosas obras, entre las que merece destacarse la vivienda de su tío el doctor Hernán Artucio en la calle Cuareim (1931).
Como diseñador y docente se inspiró en obras de Le Corbusier y Frank Lloyd Wright.
Fue además autor de obras de referencia, como Montevideo y la arquitectura moderna (Ed. Nuestra Tierra nº 5, Montevideo, 1971).